# Weißruthenische Heimwehr
Die Weißruthenische Heimwehr (belarussisch Беларуская краёвая абарона, Belaruskaja krajowaja abarona, BKA) war ein belarussischer Verband, der auf der deutschen Seite im Zweiten Weltkrieg kämpfte.

## Geschichte
Nachdem die Rote Armee immer weiter vorrückte, gingen die deutschen Besatzer dazu über, sogenannte Ostvölker zu bewaffnen.
Am 23. Februar 1944 entschied sich Generalkommissar Curt von Gottberg dazu, eine weißrussische Armee zu gründen, welche unter dem Kommando von Franzischak Kuschal stehen sollte, der bereits als Leiter des Weißruthenischen Selbstschutzkorps fungierte. Drei Wochen nach Billigung des Projekts begann die Mobilisierung der Soldaten. Dabei wurden alle ehemaligen Offiziere einberufen, sowohl der zaristischen als auch der polnischen Armee, sowie sämtliche Männer der Jahrgänge 1918 bis 1924. Wer sich nicht innerhalb der vorgegebenen Frist meldete, dem drohte die Todesstrafe. Des Weiteren wurden die Familien der Rekruten haftbar gemacht, um so das Überlaufen zu den Partisanen zu verhindern.
Die BKA diente dabei nicht nur zum Schutz gegen Partisanen und Sabotageanschläge, sondern kämpfte auch an der Front gegen sowjetische Truppen.
Anfang März 1944 erhielt jedes Gebietskommissariat einen einheimischen Kommandeur. Innerhalb von wenigen Wochen wurden über 40.000 Männer eingezogen, von denen lediglich 21.629 in 34 Bataillone eingeteilt wurden. Ein Teil der Rekruten wurde in sechs Heimwehr-Pionier-Bataillone und weitere in Wehrmacht-Pionier-Bataillone eingegliedert. Die übrigen Rekruten wurden zu Tätigkeiten wie Schanzarbeiten verpflichtet oder sogar zur Zwangsarbeit nach Deutschland verschleppt. Tausende Mitglieder kehrten später der BKA den Rücken und liefen zu den Partisanen über.
Die Einheiten der BKA beteiligten sich aktiv am Partisanenkrieg bis Juli 1944. Ihre Kommandanten sollten sämtliche Aktionen mit der Wehrmachtsführung abstimmen. Jedoch fehlte in meisten Fällen die notwendige Koordination. Obwohl die Soldaten und Offiziere der BKA nicht ausreichend ausgebildet waren, leisteten einige Einheiten zum Teil erbitterten Widerstand gegen die Partisanenabteilungen. Zu den Militäraktionen zählte u. a. das gemeinsam mit der zur SS gehörenden Kampfgruppe von Gottberg, der 95. Infanterie-Division und der 201. Sicherungs-Division durchgeführte Unternehmen „Frühlingsfest“ im Gebiet südwestlich der Stadt Polazk und bei Lepel im Norden Weißrusslands.  Infolgedessen verloren die sowjetischen Untergrundkämpfer mehr als 80 Prozent ihres Kampfpersonals. Insgesamt wurden bei diesem Unternehmen 7000 Menschen ermordet, 7000 Gefangene gemacht und 11.000 Einwohner des Gebiets zur Zwangsarbeit in das Dritte Reich verschleppt.
Mit dem zunehmenden Vorrücken der Roten Armee wurden die Mitglieder in die 30. Waffen-Grenadier-Division der SS (weißruthenische Nr. 1) versetzt. Während einige Angehörige der Weißruthenischen Heimwehr in Weißrussland blieben, gegen die Rote Armee Widerstand leisteten und von den sowjetischen Behörden entweder verhaftet oder getötet wurden (→Luftlandebataillon Dallwitz), gelang anderen die Flucht nach Westen.